# Jesper Svenningsen
Jesper Svenningsen (* 1966 in Aalborg) ist ein dänischer Jurist. Er ist Richter am Gericht der Europäischen Union.

## Leben und Wirken
Svenningsen studierte Rechtswissenschaften an der Universität Aarhus, wo er 1989 seinen Abschluss machte. Anschließend trat er eine Stelle bei der einer für die dänische Regierung handelnden Rechtsanwaltskanzlei, dem sogenannten Kammeradvokaten, an. Von 1991 bis 1993 arbeitete Svenningsen als Rechtsreferent am Gerichtshof der Europäischen Gemeinschaften bei Generalanwalt Claus Gulmann und kehrte anschließend zum Kammeradvokaten zurück. Dort wurde er als Rechtsanwalt beim Landgericht zugelassen und unterrichtete zeitgleich Unionsrecht an der Universität Kopenhagen. Von 1995 bis 1999 unterrichtete er zunächst als Dozent, später als geschäftsführender Direktor am European Institute of Public Administration (EIPA) in Luxemburg. Unterbrochen wurde diese Tätigkeit 1997 durch eine kurzzeitige Beschäftigung als Rechtsanwalt in einer in Brüssel ansässigen dänischen Anwaltskanzlei. 1999 wurde Svenningsen Mitglied des Juristischen Dienstes der Überwachungsbehörde der Europäischen Freihandelsassoziation. Ein Jahr später trat er als Rechts- und Sprachsachverständiger in den Dienst des Gerichtshofs der Europäischen Union. Von 2003 bis 2006 war er erneut als Rechtsreferent für Claus Gulmann, der zwischenzeitlichen zum Richter am Gerichtshof ernannt worden war. Nach Gulmanns Ausscheiden 2006 wechselte Svenningsen in den Stab von Lars Bay Larsen, wo er bis 2013 tätig war.
Svenningsen wurde am 7. Oktober 2013 zum Richter am Gericht für den öffentlichen Dienst der Europäischen Union ernannt, wo er bis zu dessen Auflösung am 1. September 2016 tätig war. Am 19. September 2016 wurde er zum Richter am Gericht der Europäischen Union ernannt. Am 30. September 2019 wurde er zum Kammerpräsident der Fünften Kammer ernannt.